# Pseudohyaleucerea nigrozona
Pseudohyaleucerea nigrozona är en fjärilsart som beskrevs av William Schaus 1905. Pseudohyaleucerea nigrozona ingår i släktet Pseudohyaleucerea och familjen björnspinnare. Inga underarter finns listade.